# The Dreamside
The Dreamside is een Nederlandse rock- en metalband, die in 1994 is opgericht als of darkwave band. Hun muziekstijl is later verschoven naar gothic metal, industrial metal, en heavy metal.

## Geschiedenis
De band werd opgericht door de Italiaans-Nederlandse zangeres Kemi Vita. Het debuutalbum Pale Blue Lights nam ze vrijwel geheel solo op met behulp van enkele losse muzikanten. Dit debuut kwam in 1994 uit en kreeg goede kritieken. Voor de eerste album-tour rekruteerde ze de gitarist Fried Bruggink, die een kernlid van de band werd. Een opvolgende album uit 1995, getiteld Nuda Veritas, bestond uit verschillende dance- en techno-remixes van nummers uit hun debuutalbum.
In 1996 bracht de band het album Apaika uit, die als meer glanzend en etherisch als de eerste werd beschouwd. De kritieken waren opnieuw lovend, en de band won aan populariteit in de Europese gothic scene. Na een Europese toer waren de reacties op toer in de Verenigde Staten lauw, aangezien de aandacht daar was verschoven naar hardere stijlen.
Na een langere periode van rust rekruteerde de band de bassist, producer en songwriter Roman Schoensee. In 2001 maakte de band een comeback met het album Mirror Moon, meer industrial en heavy metal. De groep veranderde van uiterlijk. Kemi Vita liet haar jurken in victoriaanse stijl met korsetten thuis, en trad op in rubber en fetish-spul. Het jaar daarop maakte de band een tweede Amerikaanse toer, en bracht het album Faery Child uit, een compilatie van de eerdere hits.
Het vierde album van de Dreamside, Spin Moon Magic, werd uitgebracht in september 2005. Deze gaat verder in de hardere, meer rockachtige stijl van Mirror Moon. Sindsdien bestaat de band naast Kemi Vita uit de bassist Roman Schoensee, de gitaristen Cees Viset, Fried Bruggink en Louis Buurman en drummer Merijn Mol. In 2009 kwam het album Lunar Nature uit. In augustus 2011 ging de band in zee met het Label Spin Moon Media, en kwam met een nieuwe uitgave van het Mirror Moon album.

## Leden
Huidige leden
- Kemi Vita (zang)
- Roman Schönsee (bas)
- Fried Bruggink (gitaar)
- Cees Viset (gitaar)
- Louis Buurman (gitaar)
- Merijn Mol (drums)

Gastmuzikanten
- Diex (muziek, extra programmeren)
- Wouter van der Zwaan (gitaar, akoestische gitaar)
- Laura Capitani (Viola da gamba)
- 'Smore' (aanvullend programmeren)
- Marijn van der Ven (piano)
- Rogue (Vocals) (The Crüxshadows)

Voormalige leden
- Remco Helbers ( Chapman Stick , Programming ) (1993-1996)

## Discografie
- Pale Blue Lights (1994, Nuclear Blast)
- Apaika (1997, Nuclear Blast)
- Mirror Moon (2001, Serenades Records)
- Faery Child (2002, Dancing Ferret Discs)
- Spin Moon Magic (2005, Dancing Ferret Discs)
- Pale Blue Lights / Nuda Veritas Re-issue (2007, Dancing Ferret Discs)
- The 13th Chapter (2007, Dancing Ferret Discs)
- Lunar Nature (2009, Lion Music)
- Mirror Moon Re-issue (2011, Spin Moon Media)
- Sorrow Bearing Tree (2014, Spin Moon Media)
- Another Spark of Light (2015, Spin Moon Media)

### Ep's
- Nuda Veritas EP (1996, Nuclear Blast)
- Open Your Eyes EP (2005, Dancing Ferret Discs)

### Singles
- Sternenkind (2011, Spin Moon Media)[4]

En verder
- Vier Factor No. 1 (2004, opgesplitst met The Crüxshadows, Paralysed Age, en ThouShaltNot, Dancing Ferret Discs)